# Marc’Antonio Zondadari
Fra’ Marc’Antonio Zondadari (ur. 1658 w Sienie, zm. 16 czerwca 1722 na Malcie) – 65. Wielki Mistrz Zakonu Rycerzy Szpitalników Świętego Jana Jerozolimskiego w latach 1720–1722.
Zondadari urodził się w roku 1658 w Sienie (dzisiejsze Włochy) jako syn Ansano Zondadariego i Agnes Chigi (jego bratem był Antonio Felice Zondadari). Jego matka była bratanicą papieża Aleksandra VII. Marc’Antonio w bardzo młodym wieku wstąpił w szeregi joannitów w Neapolu, szybko wspinając się po szczeblach kariery, by w roku 1682 zostać generałem galer Zakonu Maltańskiego. Po śmierci Wielkiego Mistrza Ramona Perellosa w dniu 10 stycznia 1720 roku mianowany został Master of the Horse (łac. Magister equitum) – osobą „z uprawnieniami” Wielkiego Mistrza do czasu wyboru nowego.
Po trzech dniach, 13 stycznia 1720 roku, Marc’Antonio Zondadari wybrany został Wielkim Mistrzem Zakonu Maltańskiego.

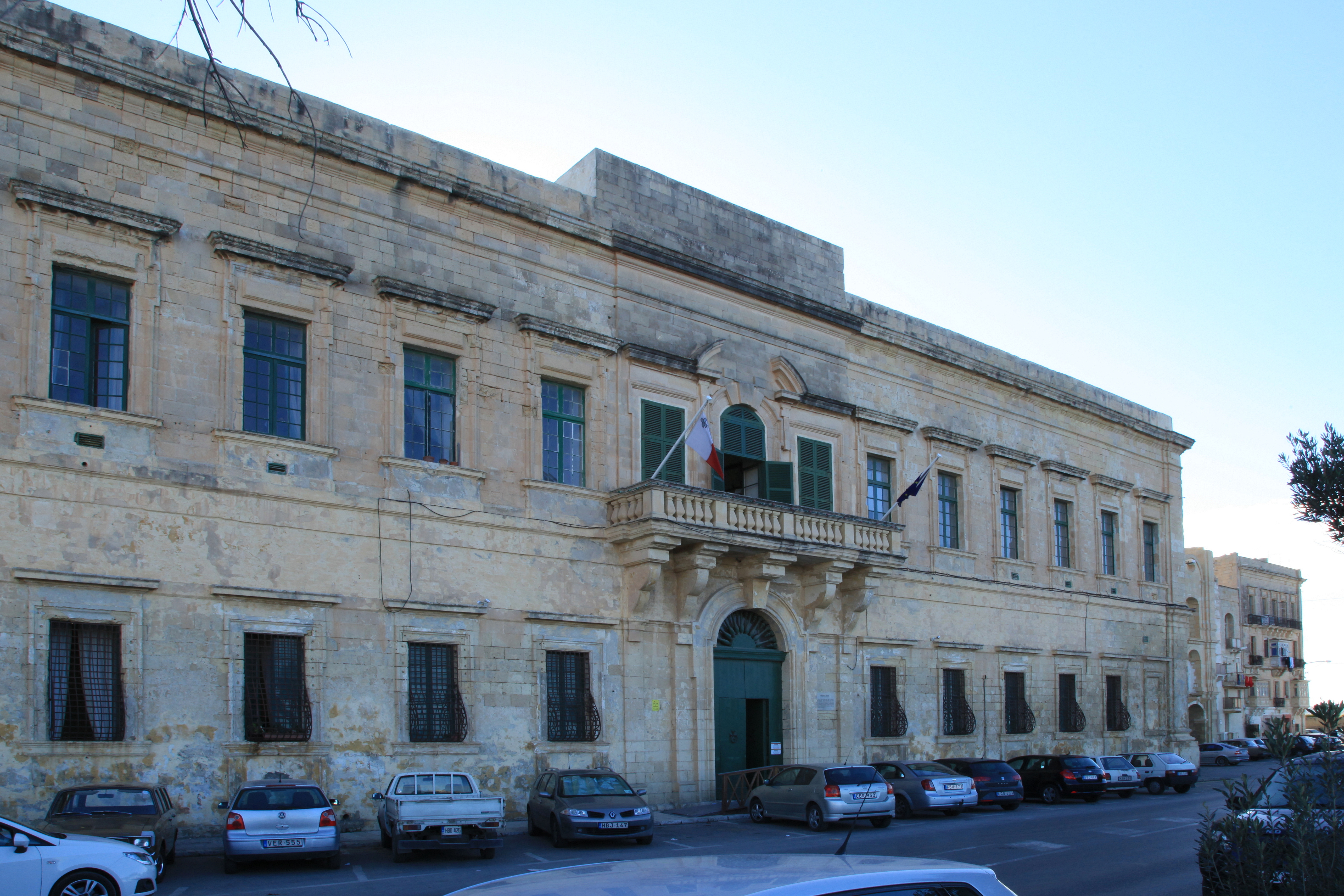
Palazzo Carniero, gdzie Zondadari mieszkał w latach 1702–1722

Od 13 września 1702 roku aż do swojej śmierci w roku 1722 mieszkał w Palazzo Carniero w Valletcie, który później stał się znany jako Zajazd Bawarski.
Chociaż rządy Zondadariego trwały jedynie dwa lata, stał się on bardzo popularny wśród Maltańczyków. Podczas jego rządów wzmocniono tradycje karnawałowe poprzez dodanie do nich zabawy pod nazwą kukkanja: na dany sygnał tłum zebrany na Palace Square w Valletcie wspinał się na sztuczne drzewo ustawione tam pomiędzy liściastymi gałęziami, na którym umieszczone były różne dobra, jak szynki, kiełbasy i żywe zwierzęta. Stawały się one własnością tego, kto pierwszy je pochwycił i był w stanie znieść na ziemię. Zabawa ta przetrwała do dziś w lekko zmienionej formie.
Jego pierwszym sukcesem militarnym było brawurowe przechwycenie przez flotę Zakonu dwóch tureckich okrętów oraz okrętu flagowego floty algierskiej z 25 działami i pięćsetosobową załogą. Sukces ten został wkrótce powtórzony, tym razem zdobyto algierski okręt z 40 działami. Flota Zakonu była w tym czasie w największym rozkwicie, stąd „niewierni” nie odważyli się brać odwetu.
Energiczny i pobożny Zondadari wprowadził kilka ważnych reform w administracji Zakonu oraz egzekwował w większej mierze te wprowadzone wcześniej przez swoich poprzedników. Był jedynym Wielkim Mistrzem, który zdobył sobie uznanie na polu literackim - mianowicie za sprawą swej pracy na temat historii Zakonu pt. Breve ragguaglio ed istruzione dei Sacro Ordine Militare degli Ospitalieri, e dei suoi Cavalieri religiosi, detti oggidi volgarmente di Malta. Jego drugim dziełem był komentarz do Psalmu 41.

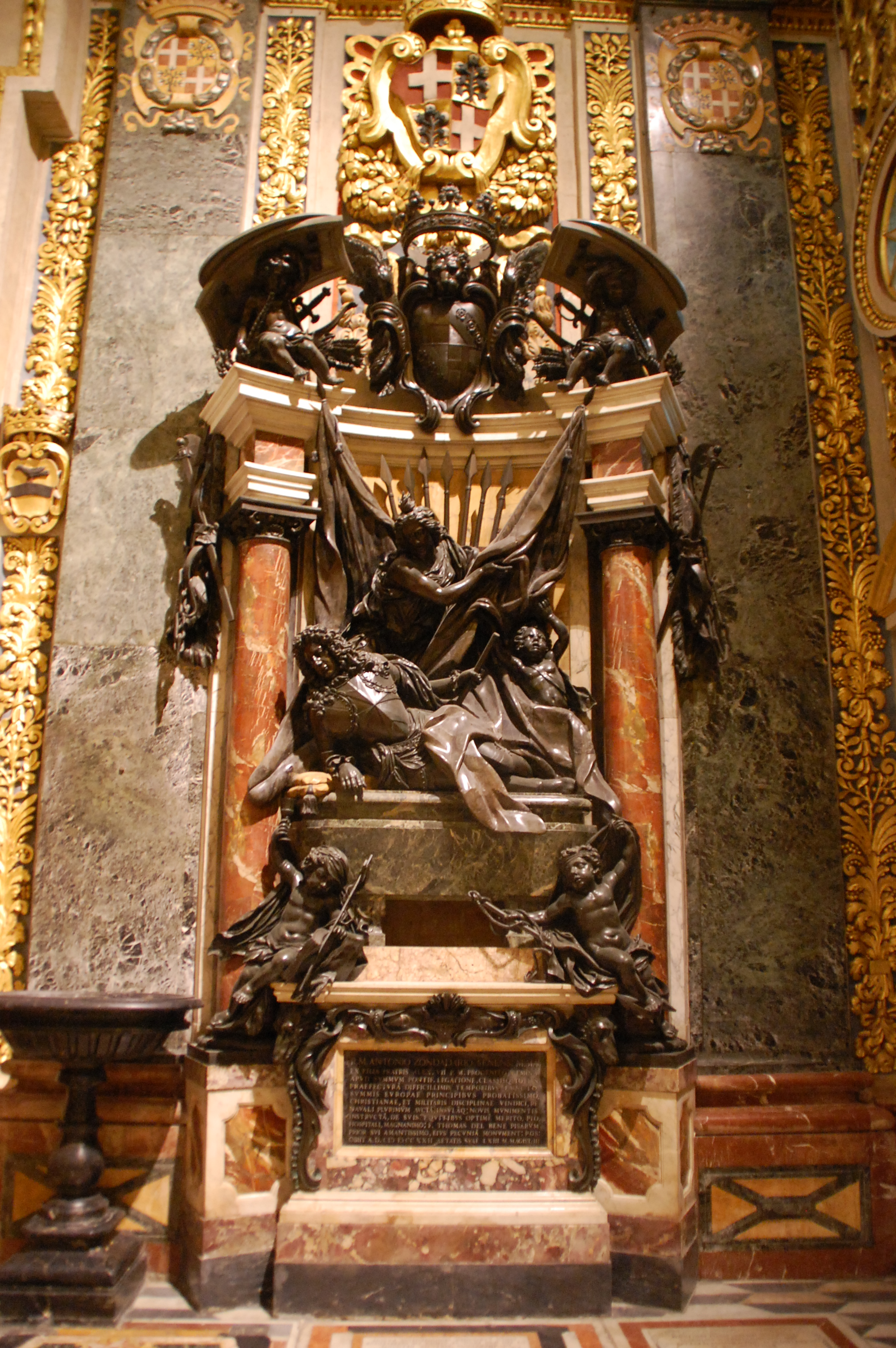
Pomnik nagrobny Zondadariego w nawie Katedry św. Jana w Valletcie

Wielki Mistrz Zondadari zmarł 16 czerwca 1722 roku. Jego ciało pochowane zostało w konkatedrze św. Jana w Valletcie, a serce, ku rozczarowaniu Maltańczyków, w rodzinnej Sienie. Formą uszanowania dla Zondadariego jest jego nagrobny barokowy pomnik z marmuru i brązu autorstwa Massimiliano Soldaniego, przedstawiający półleżącą postać zmarłego. Jest to jedyny pomnik nagrobny wielkiego mistrza, znajdujący się w nawie katedry, ponieważ jego wymiary nie pozwoliły umieścić go w kaplicy języka włoskiego.

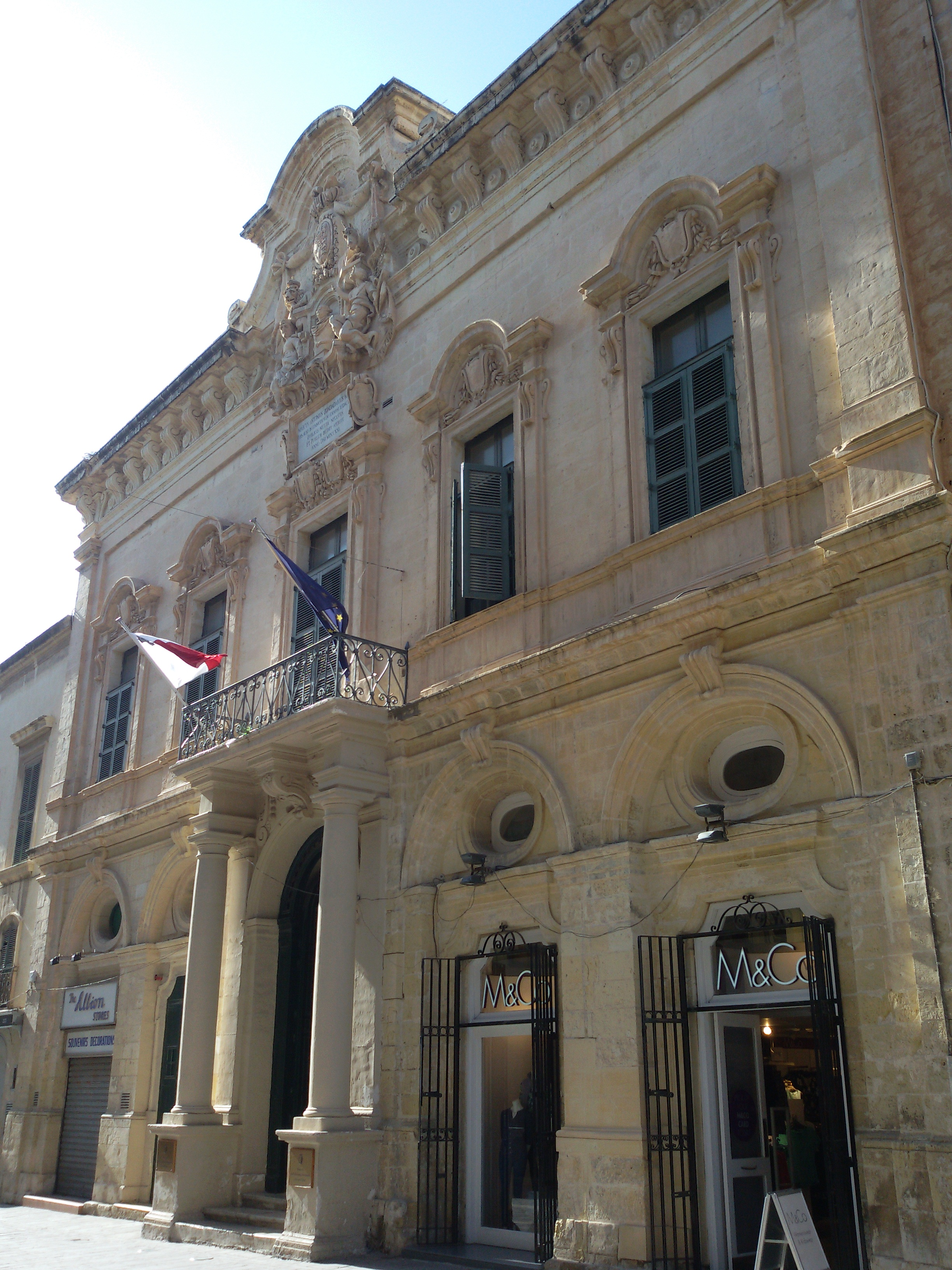
Banca Giuratale, odbudowany przez Zondadariego w 1721